# Ferdinand Ahm Krag
Ferdinand Ahm Krag (født i 1977 i Aarhus) er en dansk billedkunstner og professor ved Det Kongelige Danske Kunstakademi.
Krag tog afgang fra Kunstakademiets Billedkunstskoler i 2006 og opererer i sin kunstneriske praksis med tegning, maleri og i de senest år også 3D-animation.
Hans arbejde omfatter desuden en kritikerpraksis og kuratorisk arbejde, herunder det kunstnerdrevne udstillingssted IMO, som Krag var med til at opstarte i 2009.[kilde mangler]
Ferdinand Ahm Krag har bl.a. undervist på Det Jyske Kunstakademi, Det Kongelige Danske Kunstakademi og Kunst- og designhøgskolen i Bergen(no) og udstiller bredt i ind- og udland.[kilde mangler]